# My Spiritual Journey
A My Spiritual Journey (magyarul: Spirituális utazásom, eredeti francia címe: Mon autobiographie spirituelle) először francia nyelven jelent meg 2009-ben. A könyvben a 14. dalai lámával (Tendzin Gyaco) készült interjúkból, illetve a beszédeiből és korábbi könyveiből vett részletek szerepelnek. A szövegeket és a formátumot Sofia Stril-Rever, szanszkrit és francia fordító válogatta össze és szerkesztette, aki a tibeti buddhista mester korábbi tolmácsa volt. A könyv témája a dalai láma spirituális fejlődése fiatal tibeti fiú korától az indiai szerzetesi évekig, miközben Tibet spirituális és világi vezetőjéből száműzetésben élő világhírű emberré vált, aki sokak számára a béke szimbólumát jelenti. Kétéves korában, amikor még a Lhamo Donrup nevet viselte, felismerték benne a 14. dalai láma reinkarnációját. Onnantól kezdve különlegesre fordult az élete, hiszen sokan élő buddhaként, mások „isten-királyként”, vagy politikai értelemben hősként tekintenek rá. A könyv bemutatja a dalai láma belső vívódásait, a bátorságát, a mindig derűs kedélyállapotát és a rá oly jellemző együtt érző bölcsességet.
A könyvnek magyar nyelvű kiadása nem jelent meg.

## Tartalma
A My Spiritual Journey-ban elhangzó személyes élmények egyetemes érvényű témákat érintenek, amelyek három fő szakaszra osztják a dalai láma spirituális életét: az emberre, a buddhista szerzetesre és a dalai láma személyére. Mindhárom által elkötelezettebbé vált, hogy az emberi értékeket és a belső boldogságot kutassa és közvetítse mások számára. Élete végéig tett három fogadalma a következő. Elsőként, az emberi lények szintjén, elkötelezte magát, hogy támogatja az egyetemes emberi értékeket, például az együttérzést, a megbocsájtást, az elfogadást, az elégedettséget és az önfegyelmet. Minden beszédében kinyilvánítja, hogy minden ember ugyanolyan érzelmileg és fizikálisan is. A dalai láma ezt úgy nevezi, hogy világi etika. Másodikként, hívőként, elkötelezte magát, hogy támogatja a nagy világvallások hagyományai közötti harmóniát és egyetértést. Magyarázata szerint a filozófiai különbözőségek ellenére minden világvallásban megvan a lehetőség, hogy jó embereket neveljen. Emiatt fontosnak tartja, hogy minden világvallás tisztelje a többit és fogadja el a többiek hagyományainak értékeit. Harmadikként, mivel tibeti és a dalai láma címet viseli, elkötelezte magát, hogy megőrzi a tibeti buddhista kultúrát, amely a béke és az erőszakmentesség kultúrája.